# Johannes Cuvelier
Johannes Cuvelier   (segle XIV - valor desconegut) Cunelier o Cimelier va ser un joglar i compositor actiu a la segona meitat del segle xiv (entre 1372 i 1387), probablement natural de Tournai.

## Identificació
Es diu Jean/Jehan/Johannes o Jacquemart, i el seu cognom no és fix. Va ser designat l'any 1372 a la cort de Carles V com a "altaveu" del rei.

## Treballs
És notablement l'autor d'una Chanson de Bertrand du Guesclin, a més de 23.000 alexandrins, dels quals hi ha dues redaccions. Aquesta composició, iniciada després de la mort del conestable l'any 1380, es va acabar l'any 1387, data d'un resum en prosa. S'ha anomenat l'última chanson de geste, perquè pren la forma dels antics poemes heroics, deixant-lo monorim. Aquesta és una de les principals fonts sobre la vida de Bertrand du Guesclin.
També tenim quatre balades en decasíl·labs d'ell (al Còdex Chantilly del Museu Condé en el mateix castell):
- Se Galaas et le puissant Artus (balada a tres veus en honor a Gastó III de Foix més conegut com Gaston Fébus)
- Onques (ou Lorques) Arthur, Alixandre et Paris;
- Se Genevre (ou Geneive), Tristan, Yssout, Helaine;
- En la saison que toute riens encline (música d'Hymbert de Salins, dedicada a Olivier Du Guesclin, germà de Bertrand, i la seva mare).

## Edicions
- Ernest Charrière (éd.), Chronique de Bertrand du Guesclin, par Cuvelier, trouvère du xive siècle, Paris, Firmin-Didot, 1839 (2 tomes).
- Jean-Claude Faucon (éd.), La Chanson de Bertrand du Guesclin de Cuvelier, Toulouse, Éditions universitaires du Sud, 1990-91 (3 tomes).
- Gordon K. Greene (éd.), French Secular Music. Manuscript Chantilly, Musée Condé 564, Second Part, Monaco, Éditions de L'Oiseau-lyre, 1982.